# (68144) Mizser
(68144) Mizser est un astéroïde de la ceinture principale.

## Description
(68144) Mizser est un astéroïde de la ceinture principale. Il fut découvert le 1er janvier 2001 à Piszkesteto par Krisztián Sárneczky et László L. Kiss. Il présente une orbite caractérisée par un demi-grand axe de 2,72 UA, une excentricité de 0,06 et une inclinaison de 4,1° par rapport à l'écliptique.

## Compléments